# 日野博之
日野 博之（ひの ひろゆき、1945年 - ）は、日本の国際機関職員。

## 人物・経歴
愛媛県出身。1968年、上智大学経済学部卒業。
1970年、米・ミズーリ大学経済学修士課程修了。
1975年、米・ロチェスター大学経済学博士課程修了。同年、国際通貨基金（IMF）に入職。駐フィリピン代表、政策企画審査局課長、アフリカ局次長、アジア太平洋地域事務所長などを歴任。2006年、退職。
2007年から神戸大学経済経営研究所教授、2009年より同大特命教授に就任。
2009年からケニア国首相経済アドバイザー、2013年より同国大統領府経済アドバイザーに就任。2014年8月、任期満了。
2014年9月より、イエール大学客員教授。